# Peter Doerner
Peter Doerner (Sydney, 17 novembre 1950) è un ex tennista australiano.

## Carriera
Nei tornei del Grande Slam ha ottenuto il suo miglior risultato agli Australian Open raggiungendo i quarti di finale di doppio nel 1971, in coppia con Barry Phillips-Moore, e nel 1975, in coppia con John James.